# تشاد بيك
تشاد بيك (بالإنجليزية: Chad Beck)‏ هو لاعب كرة قاعدة أمريكي، ولد في 17 يناير 1985 في جاسبر في الولايات المتحدة.

## وصلات خارجية
- تشاد بيك على موقع دوري كرة القاعدة الرئيسي (الإنجليزية)
- تشاد بيك على موقعبيزبول رفرنس.كوم (الدوري الرئيسي) (الإنجليزية)
- تشاد بيك على موقعبيزبول رفرنس.كوم (الدوري الثانوي) (الإنجليزية)
- تشاد بيك على موقع إي إس بي إن.كوم (أم.أل.بي) (الإنجليزية)
- تشاد بيك على موقع مشجعي الرسوم البيانية (الإنجليزية)